# Антропоцентризм
Антропоцентри́зм (от др.-греч. ἄνθρωπος — человек и лат. centrum — центр) — философское мировоззренческое представление, согласно которому человек есть средоточие Вселенной и цель всех совершающихся в мире событий.
Антропоцентризм представляет собой одно из наиболее последовательных выражений точки зрения телеологии, то есть приписывания миру внеприродных, внешних ему целей. В античной философии антропоцентризм сформулировал Сократ, позднее этого воззрения придерживались представители патристики, схоластики и некоторые философы нового времени.
Начиная с эпохи Возрождения человек в философии перестаёт рассматриваться как причастный к Богу. К событиям в науке, затрагивающим место человека во Вселенной, относятся, главным образом, гелиоцентрическая система мира Коперника, сместившая фокус с человека на Солнце, и эволюционная теория Чарльза Дарвина, спустившая человека с вершины цепи бытия.

## Употребление
Антропоцентризм предписывает ставить феномен человека во главу всей прочей жизни. Ценность человеческой жизни может уравновесить только ценность другой человеческой жизни.
Слово «антропоцентризм» встречается сегодня в разных значениях — от антропоцентрического принципа в лингвистике до антропоцентризма в экологии. Наиболее распространённое значение — экологическое: человек — хозяин природы, и имеет право получать из окружающего мира нужные ему ресурсы, даже путём ущемления других биологических видов. Такое наполнение термина получило широкое распространение в XX веке.
В то же время история слова гораздо древнее. Известное выражение Протагора «Человек есть мера всех вещей» называют ключевой фразой антропоцентризма греческой философии. В Средние века был очень распространён антропоцентризм христианского толка, под которым подразумевали, что человек — вершина творения, венец его, и, соответственно, обязательства его — наибольшие. В этом смысле христианство — антропоцентрическая религия, так как строится вокруг человека. Сегодняшнее наполнение термина — светское, такой антропоцентризм называют также секуляризованным антропоцентризмом.

## Философия
В философии под антропоцентризмом понимается сосредоточие философских исследований на проблематике человека.
Антропоцентризм ставится в оппозицию мировоззрению монотеистических религий (теоцентризму, господствовавшему в Средние века), где центром всего является Бог, а также античной философии (космоцентризму), где в центре всего находится космос. В эпоху Возрождения происходит превращение философии в антропоцентрическую по своей направленности.

## Экология
Глубинные экологи (см. Арне Несс) видят в антропоцентризме причину экологического кризиса. Они определяют антропоцентризм как:
- отношение неоправданной дискриминации;
- вера в то, что нечеловеческие существа и окружающая среда имеют только инструментальную ценность[7].

Австралийский философ Уорвик Фокс считает тавтологическим обоснование антропоцентризма тем, что человек является центром бытия потому как только он может выносить суждения о мире. По его мнению, антропоцентризм представляет собой желание человека доминировать в природе, но в то же время обращаться с человеческим миром так же как с нечеловеческим.
Согласно глубинным экологам Биллу Деволлу и Джорджу Сешнсу, понимание природы человека тоже обусловлено парадигмой доминирования, которая рассматривает человеческих существ изолированными и фундаментально отдельными от природы сущностями и превосходящими остальную природу. Такой антропоцентризм, по их мнению, сродни доминированию мужского пола над женским, богатых над бедными, западной культуры над незападной.
Американский профессор Линн Уайт выделяет для возникновения антропоцентризма иудейско-христианскую традицию, согласно которой всё создано для человека, которого Бог выбрал для господства на земле.